# الرمدة (تعز)
الرمدة هي إحدى قرى الجمهورية اليمنية. وهي تتبع جغرافيًا لمحافظة تعز. وإداريًا لمديرية التعزية. يبلغ تعداد سكانها 942 نسمة حسب الإحصاء الذي جرى عام 2004.